# Ulyses F. J. Pardiñas
Ulyses Francisco José Pardiñas (* 18. Mai 1969 in Buenos Aires) ist ein argentinischer Mammaloge und Paläontologe. Sein Forschungsschwerpunkt sind rezente und fossile Gattungen und Arten aus der Unterfamilie Sigmodontinae.

## Leben
Pardiñas hat eine Licenciatura in Biowissenschaften mit paläontologischer Ausrichtung und einen Doktortitel von der naturwissenschaftlichen Fakultät der Universidad Nacional de La Plata. Seit 1999 wird er als wissenschaftlicher Mitarbeiter durch die staatliche Forschungsförderungsorganisation CONICET gefördert. Im Jahr 2001 ließ er sich in Puerto Madryn in der patagonischen Provinz Chubut nieder, wo er Forschungsleiter beim Instituto de Diversidad y Evolución Austral des Centro Nacional Patagónico (CENPAT) ist und zwei Sammlungen betreut, die Präparate von Säugetieren und Gewöllproben umfassen.
Zu den Forschungsprojekten von Pardiñas zählen Verfahren zur Bestimmung der Sigmodontinae in Patagonien und Feuerland, die Sammlung fossiler Sigmodontinae und die Rekonstruktion ihrer Paläoumwelt, Studien über rezente Vertreter der Sigmodontinae und ihre Anpassung an Umwelt- und Klimabedingungen sowie die Taxonomie und Systematik der Sigmodontinae in der Mata Atlântica und ähnlichen Biomen.
Zur Durchführung seiner Projekte verknüpft Pardiñas fossile und aktuelle Informationen in einem umfassenden morphologischen und genetischen Ansatz. Hierbei wird er von einem ausgedehnten Arbeitsnetzwerk von Wissenschaftlern der Universidad de Concepción in Chile, der Universidad de la República in Uruguay und von verschiedenen argentinischen Zentren, darunter dem Museo Argentino de Ciencias Naturales, der Facultad de Ciencias Naturales y Museo, der Universidad Nacional de La Plata und dem Instituto Miguel Lillo, unterstützt.
Von 2005 bis 2007 war Pardiñas Präsident der Sociedad Argentina para el Estudio de los Mamíferos (SAREM), von 2009 bis 2014 war er Chefredakteur des Journals Mastozoología Neotropical.
Pardiñas ist Mitverfasser der Bücher Mamiferos terrestres Patagonia - Sur de Argentina y Chile (mit Juan Carlos Chebez, Pablo Teta und Dario Podesta, 2014) und Mammals of South America, Volume 2: Rodents (mit James L. Patton und Guillermo D’Elía). Im Jahr 2017 war er neben Philip Myers, Livia León-Paniagua, Nicté Ordóñez Garza, Joseph Cook, Boris Kryštufek, Rudolf Haslauer, Robert Bradley, Gregory Shenbrot und James L. Patton Mitverfasser des Kapitels über die Wühler (Cricetidae) im siebenten Band des Handbook of the Mammals of the World. Ferner veröffentlichte er über 200 Artikel in wissenschaftlichen Journalen und über 50 Buchkapitel.
Pardiñas beschrieb unter anderen die Argentinien-Ruschi-Ratte (Abrawayaomys chebezi), die Mann-Andenfeldmaus (Abothrix manni), Myers-Graslandmaus (Akodon philipmeyersi), die Polop-Graslandmaus (Akodon polopi), die Lagiglia-Sumpfratte (Holochilus lagiglia), die Francisco-Baumreisratte (Oecomys franciscorum), die Kirchner-Viscacharatte (Tympanoctomys kirchnerorum), die Schluchten-Grabmaus (Oxymycterus wayku), die Diamantina-Weißschwanzmaus (Calassomys apicalis) sowie die fossile Gattung Carletonomys.
Im Verlauf seiner Karriere wurde Pardiñas mehrfach für seine Arbeit über Säugetiere ausgezeichnet, darunter 1994/1995 mit dem Premio Miguel Fernando Soria der Asociación Paleontológica Argentina, im Jahr 2004 mit dem Oliver P. Pearson Award der American Society of Mammalogists, im Jahr 2005 mit dem Premio Hermann Burmeister von der Academia Nacional de Ciencias, in den Jahren 2016 und 2017 mit dem Premium Cabrera und im Jahr 2017 mit dem Premium SAREM der Sociedad Argentina para el Estudio de los Mamíferos.

## Dedikationsnamen
In den Jahren 2006 und 2011 wurden die Fadenwurmarten Trichuris pardinasi und Litomosoides pardinasi nach Ulyses F. J. Pardiñas benannt. 2021 wurde Pardiñas im Artepitheton der Mäuseart Thomasomys pardignasi geehrt. In der Widmung heißt es: „Das Artepitheton wird aus dem Familiennamen Pardiñas, der als Substantiv im Genitiv steht (und dem Ersetzen von ñ durch gn gemäß Artikel 27 der ICZN), mit dem lateinischen Suffix i gebildet.“